# NGC 1729
NGC 1729 este o hi (21cm) source⁠(d) situată în constelația Orion. A fost descoperită în 1 februarie 1786 de către William Herschel. Se află la o distanță de 37,67 de megaparseci de Pământ.